# Prins Vongkot Rattana
Prins Vongkot Rattana is de achterachterkleinzoon van koning Inta Som van het koninkrijk Luang Prabang. Hij is de zoon van prins Vongkot. Hij volgde zijn opleiding op de Franse school van Luang Prabang. Hij was een monnik in de tempel Wat That Luang in 1897. Hij trouwde met prinses Sangiangami (Sangienkham) de dochter van Chao Maha Uparaja Bunagunga (Boun Khong), de onderkoning van Luang Prabang.
Voor zover bekend had hij 4 zonen en 8 dochters:
- Prins (Sadu Chao Jaya) Somsanitra Vamsakatra-Ratna
- Prins (Sadu Chao Jaya) Gamavana Vamsakatra-Ratna (Khamwen Vongkot Rattana). Hij is getrouwd met Mom Gamabani (Kham-Phan), ze hebben 2 zonen en 6 dochters.
- Prins (Sadu Chao Jaya) Vanathinga (Vantheng). Hij is getrouwd met een nicht, prinses (Sadu Chao Nying) Bukami (Phokham), ze hebben 4 zonen en 2 dochters.
- Prins (Sadu Chao Jaya) Somsavatta Vamsakatra (Somsavath Vongkot). Hij is getrouwd met een nicht, prinses (Sadet Chao Nying) Banda Rangsri (Phantha Rangsi) (geboren op 15 augustus 1939). Ze hebben 2 zonen en 1 dochter.
- Prinses (Sadu Chao Nying) Gamabani (Kham-Phan)
- Prinses (Sadu Chao Nying) Gamabuyi (Khamphouy) geboren in 1923, ze stierf in Clermont-Ferrand Frankrijk op 17 december 2002
- Prinses (Sadu Chao Nying) Gamabani (Khamphai)
- Prinses (Sadu Chao Nying) Gamabhunga (Khamphung)
- Prinses (Sadu Chao Nying) Gamabangi (Khampheng)
- Prinses (Sadu Chao Nying) Gamabhanga (Khamphaeng) getrouwd met prins (Sadu Chao Jaya) Kambhaya (Khamphai)
- Prinses (Sadu Chao Nying) Gamabhungi (Khamphong) getrouwd met Toulia Lyfoung uit de provincie Xhieng Khuang
- Prinses (Sadu Chao Nying) Gamabhungi (Khamphong) (zelfde naam als hierboven)